# Newark Athlete
Newark Athlete (en català L'Atleta de Newark) és un curtmetratge mut nord-americà de 1891 dirigit i produït per William Kennedy Dickson. La pel·lícula, d'uns deu segons de durada, mostra un jove atleta fent balanceig de clubs indis. Va ser filmat al maig o juny de 1891, a l'edifici fotogràfic del Laboratori Edison, West Orange, Nova Jersey. La pel·lícula va ser feta per ser vista amb el cinetoscopi de Thomas Edison. El 2010, Newark Athlete va ser seleccionat per a la seva preservació al National Film Registry dels Estats Units per la Biblioteca del Congrés com a "important cultural, històricament o estèticament". Actualment és la pel·lícula més antiga escollida per estar al Registre.